# 354 av. J.-C.
Cette page concerne l'année 354 av. J.-C. du calendrier julien proleptique.

## Événements
- 17 avril (23 avril du calendrier romain) : début à Rome du consulat de Marcus Fabius Ambustus (pour la troisième fois) et Titus Quinctius Poenus Capitolinus Crispinus[1]. Les deux consuls sont patriciens en dépit des protestations de la plèbe, qui continue à boycotter le vote. Tibur capitule après la prise de Sassula[2]. Préneste capitule également la même année[3]. Le consul Fabius triomphe de Tibur le 27 mai (3 juin romain). Victoire de Rome sur Tarquinia ; 357 prisonniers tarquiniens sont exécutés à Rome en représailles du meurtre des citoyens romains en 358 av. J.-C.[4]. Alliance (foedus) entre Rome et les Samnites[2], d’après la tradition, vraisemblablement pour prendre en tenaille les cités latines. La frontière est fixée sur la rivière Liri.
- Juin : assassinat de Dion de Syracuse par l’un de ses compagnons, l’Athénien Callipe, qui devient tyran à son tour (fin en juillet 353 av. J.-C.)[5].

- Juillet : prise et destruction de la ville de Méthone par Philippe II de Macédoine[6].
- Août : Philippe II de Macédoine est appelé par les Aleuades de Larissa contre les tyrans de Phères[7]. La Grèce se trouve alors divisée en deux grandes coalitions : d’un côté les Thébains, les Locriens, la plupart des Thessaliens et Philippe, de l’autre les tyrans de Phères et les Phocidiens soutenus par les Athéniens et les Spartiates. Phayllos, frère d’Onomarchos (le stratège des Phocidiens), entreprend de soumettre la Thessalie avec 7 000 hommes ; il est battu par deux fois[6].
- Automne : le Phocidien Onomarchos rejoint son frère Phayllos[7]. Philippe II de Macédoine est vaincu à deux reprises en Thessalie. Il se retire en Macédoine.

## Décès en -354
- Xénophon, historien grec.
- Dion de Syracuse, homme politique grec, assassiné.